# Scott Caan
Scott Andrew Caan (Los Ángeles, California, 23 de agosto de 1976) es un actor estadounidense. Es conocido por su papel como Danny Williams en la serie de televisión Hawaii Five-0, por el que fue nominado para un Globo de Oro. Es hijo del actor James Caan.
En cuanto al cine, formó parte del elenco de la trilogía compuesta por Ocean's Eleven, Ocean's Twelve y Ocean's Thirteen.
También participó en la película Into the Blue, junto a Paul Walker, Jessica Alba y Ashley Scott.
En 2009 protagonizó junto a Chris Pratt y Brendan Hines la comedia Deep in the Valley.

## Biografía

### Primeros años de vida
Scott Caan nació en Los Ángeles, California, hijo del actor James Caan y Ryan Sheila, una actriz y exmodelo. Sus abuelos paternos eran inmigrantes judíos de Alemania. Sus padres se divorciaron un año después de su nacimiento. Tiene cuatro medio hermanos de los otros matrimonios de su padre James.
Desde pequeño tuvo una fuerte participación dentro de los estudios de cine, puesto que solía acompañar a su padre en algunos de sus rodajes. Al estar envuelto en la magia de este mundo, no tuvo duda alguna respecto de lo que quería ser cuando fuera mayor.
Durante toda su vida admiró a actores de carácter duro como Marlon Brando o Sean Penn, por lo que decidió que él también se volvería tan bueno como ellos.

## Carrera
Su debut cinematográfico tuvo lugar en 1995 con la comedia independiente Aaron Gillespie Will Make You a Star.
En 1999 protagonizó junto a Paul Walker y James Van Der Beek la película Varsity Blues.
Alcanzó fama internacional por su participación, junto a actores de la talla de George Clooney y Brad Pitt, en la trilogía de La gran estafa: Ocean's Eleven (2001), Ocean's Twelve (2007) y Ocean's Thirteen (2007), siendo la primera un remake de la película homónima de 1960 (Ocean's Eleven), protagonizada por Frank Sinatra y Dean Martin, entre otros actores y artistas conocidos de la época.
Otro punto importante de su carrera lo logró con su papel protagonista en la serie policíaca de la CBS Hawaii Five-0, en la que interpreta a Danny "Danno" Williams, un agente de policía originario de Nueva Jersey trasladado a la isla de Oahu para estar junto a su hija Grace (interpretada por Teilor Grubbs). En la serie comparte protagonismo en especial junto al actor Alex O'Loughlin, quien interpreta a Steve McGarrett, capitán del equipo conocido como 5-0 (five-O), además de otros actores como Daniel Dae Kim, Grace Park y Masi Oka. La serie fue un éxito de audiencias y acabó en 2020 tras la décima temporada.
También participó en 2006 en la película Lonely Hearts, junto a John Travolta y Salma Hayek.

## Filmografía

### Cine
| Año  | Título                               | Personaje                            | Notas |
| ---- | ------------------------------------ | ------------------------------------ | --- |
| 1995 | A Boy Called Hate                    | Steve / Hate                         | |
| 1995 | Aaron Gillespie Will Make You a Star | Sean                                 | Nominado a los Premios de la Crítica de Cine de Las Vegas (compartido con Harvey Silver)                                                    |
| 1996 | Last Resort                          | Strut                                | |
| 1997 | Nowhere                              | Ducky                                | |
| 1997 | Bongwater                            | Bobby                                | |
| 1998 | Nowhere to Go                        | Romeo                                | |
| 1998 | Enemy of the State                   | Jones                                | |
| 1999 | Varsity Blues                        | Charlie Tweeder                      | |
| 1999 | Saturn                               | Drew                                 | |
| 1999 | Black and White                      | Scotty                               | |
| 2000 | Boiler Room                          | Richie O'Flaherty                    | |
| 2000 | Ready to Rumble                      | Sean Dawkins                         | |
| 2001 | Gone in 60 Seconds                   | Timmy "Tumbler" Tummel               | |
| 2001 | American Outlaws                     | Cole Younger                         | |
| 2001 | Novocaine                            | Duane Ivey                           | |
| 2001 | Ocean's Eleven                       | Turk Malloy                          | Nominado – MTV Movie Award al Mejor dúo en pantalla Nominado – Premios Phoenix Film Critics Society a la Mejor actuación de un elenco coral |
| 2002 | Sonny                                | Jesse                                | |
| 2003 | Dallas 362                           | Dallas                               | También escritor y director Ganador del premio de la crítica en los Premios de la Crítica de Cine de Las Vegas                              |
| 2004 | In Enemy Hands                       | Teniente Comandante Randall Sullivan | |
| 2004 | Ocean's Twelve                       | Turk Malloy                          | |
| 2005 | Into the Blue                        | Bryce Dunn                           | |
| 2006 | Friends with Money                   | Mike                                 | |
| 2006 | Lonely Hearts                        | Detective Reilly                     | |
| 2006 | The Dog Problem                      | Casper                               | También escritor y productor |
| 2007 | Ocean's Thirteen                     | Turk Malloy                          | Nominado – Teen Choice Award a la Mejor química                                                                                             |
| 2007 | Stories USA                          | Hayden Field                         | Segmento: "Life Makes Sense If You're Famous"                                                                                               |
| 2008 | Meet Dave                            | Oficial Dooley                       | |
| 2009 | Mercy                                | Johnny Ryan                          | También escritor y productor |
| 2009 | Deep in the Valley                   | Rod Cannon                           | |
| 2010 | A Beginner's Guide to Endings        | Cal White                            | |
| 2013 | 3 Geezers!                           | Scott                                | |
| 2015 | Rock the Kasbah                      | Jake                                 | |
| 2016 | Two for One                          | Alexander Clarke                     | |
| 2018 | Untogether                           | Ellis                                | |
| 2023 | One Day as a Lion                    | Jackie Powers                        | |

### Televisión
| Año       | Título            | Personaje                        | Notas |
| --------- | ----------------- | -------------------------------- | --- |
| 2006      | Learning to Fly   | Dick                             | Piloto de ABC no producido |
| 2009      | Cop House         | Brian Ford                       | Piloto de Fox no producido |
| 2009–2011 | Entourage         | Scott Lavin                      | 19 episodios |
| 2010-2020 | Hawaii Five-0     | Danny "Danno" Williams           | Elenco principal; 240 episodios TV Guide Award al Bromance favorito (compartido con Alex O'Loughlin) (2013) Nominado – Globo de Oro al mejor actor de reparto de serie, miniserie o telefilme (2011) Nominado – Teen Choice Award a la Estrella de acción (2013) |
| 2012      | NCIS: Los Ángeles | Danny "Danno" Williams           | Episodio: "Touch of Death" |
| 2017      | Vice Principals   | Entrenador del equipo Sweat Dogs | Episodio: "Think Change" |